# Barbonval
Barbonval est une localité de la commune de Les Septvallons et une ancienne commune française, située dans le département de l'Aisne en région Hauts-de-France.
Initialement, Barbonval a fusionné avec Longueval, le 1er janvier 1971, où cette dernière prend le nom de Longueval-Barbonval. Cette nouvelle entité s'est ensuite regroupé avec 6 autres communes le 1er janvier 2016 pour former la commune des Septvallons.

## Géographie
Barbonval, localité des Septvallons, est situé dans le département de l'Aisne en région Hauts-de-France. 
L'ancienne commune avait une superficie de 2,47 km2
À vol d'oiseau, elle se situe à 1,36 km de Longueval, chef-lieu de la commune des Septvallons. Elle est distante de 23,13 km de Laon, préfecture du département et de 25,5 km de Soissons, sous-préfecture de l'arrondissement.
Avant la suppression de la commune, Barbonval était limitrophe de cinq communes : Blanzy-lès-Fismes, Longueval, Révillon, Serval et Villers-en-Prayères. Parmi ces communes, Longueval devenue Longueval-Barbonval, Révillon et Villers-en-Prayères font actuellement partie de la commune des Septvallons
| Longueval/Villers-en-Prayères | Villers-en-Prayères             | Révillon |
| Longueval                     | l'ancienne commune de Barbonval | Serval   |
| Longueval                     | Blanzy-lès-Fismes               | Serval   |

## Toponymie
Barbonval est attesté sous les formes Barbetallis (1169) ; Barbunval (1208) ; Barboval (XIVe siècle) ; Barbonvalle (1704).

## Histoire
La commune de Barbonval a été créée lors de la Révolution française. Le 1er janvier 1971, elle est supprimée à la suite d'un arrêté préfectoral du 7 décembre 1970. Son territoire est alors rattaché à la commune voisine de Longueval par le même arrêté et la nouvelle entité prend le nom de Longueval-Barbonval. Depuis le 1er janvier 2016, la commune de Longueval-Barbonval est intégrée à celle de Les Septvallons.

## Administration
Jusqu'à sa suppression en 1971, la commune faisait partie du canton de Braine dans le département de l'Aisne. Elle portait le code commune 02045. Elle appartenait aussi à l'arrondissement de Soissons depuis 1801 et au district de Soissons entre 1790 et 1795. La liste des maires de Barbonval est :
| Période                                  | Période | Identité                | Étiquette | Qualité                  |
| ---------------------------------------- | ------- | ----------------------- | --------- | ------------------------ |
| ?                                        | 1815/16 | Étienne Mocquet         |           |                          |
| 1815/16                                  | 1854    | Pierre Mocquet          |           | Décédé en fonction       |
| 1854                                     | 1874    | Honoré Poiret           |           | Décédé en fonction       |
| 1874                                     | 1875    | Isodore Sergent         |           | Adjoint faisant fonction |
| 1875                                     | 1878    | Alphonse Cochemé        |           |                          |
| 1878                                     | 1886    | Isodore Sergent         |           | Décédé en fonction       |
| 1878                                     | 1886    | Louis Auguste Rousseaux |           | Adjoint faisant fonction |
| 1886                                     | 1888    | Émile Bertin            |           | Premier mandat           |
| 1888                                     | 1896    | Charles Louis Huet      |           |                          |
| 1896                                     | 1898    | Louis Auguste Rousseaux |           | Décédé en fonction       |
| 1898                                     | 1904    | Alexandre Gaudin        |           |                          |
| 1904                                     | ?       | Émile Bertin            |           | Second mandat            |
| Les données manquantes sont à compléter. |         |                         |           |                          |

## Démographie
Jusqu'en 1971, la démographie de Barbonval était :
| 1793 | 1800 | 1806 | 1821 | 1831 | 1836 | 1841 | 1846 | 1851 |
| ---- | ---- | ---- | ---- | ---- | ---- | ---- | ---- | ---- |
| 51   | 76   | 80   | 67   | 78   | 74   | 75   | 62   | 72   |

| 1856 | 1861 | 1866 | 1872 | 1876 | 1881 | 1886 | 1891 | 1896 |
| ---- | ---- | ---- | ---- | ---- | ---- | ---- | ---- | ---- |
| 59   | 60   | 54   | 48   | 54   | 53   | 56   | 56   | 63   |

| 1901 | 1906 | 1911 | 1921 | 1926 | 1931 | 1936 | 1946 | 1954 |
| ---- | ---- | ---- | ---- | ---- | ---- | ---- | ---- | ---- |
| 64   | 55   | 42   | 23   | 22   | 22   | 16   | 23   | 23   |

| 1962 | 1968 | - | - | - | - | - | - | - |
| ---- | ---- | - | - | - | - | - | - | - |
| 19   | 19   | - | - | - | - | - | - | - |

## Patrimoine
- Église Saint-Pierre de Barbonval